# Lonnie Thompson
Lonnie Thompson (Huntington, Nyugat-Virginia, 1948. július 1. –) amerikai  paleoklimatológus, az Ohiói Állami Egyetem gleccserkutatója, hegymászó.
Jégtömegek olvadását vizsgálja, ill. azok összetételét. Gázok, por nyomaiból, a víz tríciumszintjéből, vízminták C-14 datálásából bizonyítja a klímaváltozást.
Három és fél évig tartózkodott 5500 méter feletti magasságban. 
Asztmája és szívbetegsége ellenére aktív hegymászó. Járt már az Andoknál, Tibetben, a Kilimandzsárónál, a kelet-afrikai Rwenzori-hegységnél. A Furtwangler-gleccseren 2006-ban egy óriási lyukat fedezett fel.